# Pamela Brulart de Sillery
Pamela Brulart de Sillery (* 1773; † 9. November 1831) war die uneheliche Tochter von Philippe de Bourbon, Duc d’Orléans und Stéphanie Félicité du Crest, der Ehefrau des Marquis Charles-Alexis Brûlart de Sillery.
In der englischsprachigen Literatur wird sie als Stephanie Caroline Anne Syms, genannt Pamela, mit ungeklärter Herkunft bezeichnet, allgemein aufgrund ihrer Ehe als Lady Edward FitzGerald.

## Leben
Pamela wurde von ihrer Mutter nach England gegeben. Als Félicité de Genlis (wohl 1782) Gouvernante der Kinder des Herzogs geworden war (darunter den späteren König Louis-Philippe I.), holte sie Pamela aus England zurück unter dem Vorwand, das eine junge Engländerin für die Kinder eine große Hilfe sei, um die Sprache zu lernen. Die junge Pamela wurde seitdem mit den Kindern des Herzogs von Orléans erzogen, dem sie sehr ähnelte. Offiziell war sie eine Waise, die von der großzügigen Gouvernante adoptiert worden war. Als sie ihr 14. Lebensjahr erreichte, war sie zu einem liebenswürdigen jungen Mädchen herangewachsen, das von allen Politikern bewundert wurde, die die Salons des Herzogs von Orleans frequentierten: Camille Desmoulins umwarb sie und Bertrand Barère verhielt sich ihr gegenüber sehr zuvorkommend; 1791 wurde er ihr Lehrer.
Kurz darauf floh die Familie nach England. Pamela verlobte sich dort mit Richard Brinsley Sheridan, heiratete dann aber am 27. Dezember 1792 in Tournai den irischen Politiker Lord Edward FitzGerald, einen Sohn von James FitzGerald, 1. Duke of Leinster († 1773) und jüngeren Bruder von William FitzGerald, 2. Duke of Leinster († 1804). Das Paar ließ sich auf seinem Besitz im County Kildare nieder und bekam drei Kinder:
- Edward Fox FitzGerald (1794–1863), Captain der British Army, ⚭ 1827 Jane Paul († 1891), Tochter von Sir John Dean Paul, 1. Baronet[3]
- Pamela FitzGerald (1795–1869) ⚭ 1820 Sir Guy Campbell, 1. Baronet (1786–1849);
- Lucy Louisa FitzGerald (1798–1826) ⚭ 1825 George Francis Lyon (1795–1832).

Als das Land vor Rebellion brodelte, wurde FitzGerald von der Regierung gejagt und war gezwungen, sich zu verstecken. Er wurde einige Tage vor dem Termin für einen Aufstand, den er anführen sollte, verraten und am 19. Mai 1798 verwundet, als er sich der Verhaftung widersetzte. Obwohl seine Wunde an der Schulter lag und relativ gering war, blieb sie unbehandelt und er erlag am 5. Juni an seinen Verletzungen. Als Verräter der britischen Krone wurden seine Güter beschlagnahmt, und Pamela musste das Land verlassen, um möglichen Anklagen wegen Hochverrats zu entgehen.
Sie fand Zuflucht in Deutschland und ließ sich in Hamburg nieder, wo sie ihre Mutter wiedersah, mit der sie aber nicht mehr auskam, so dass sie getrennte Wege gingen. In Hamburg heiratete sie im Jahr 1800 Joseph Pitcairn (1764–1844), den amerikanischen Konsul in Hamburg, von dem sie sich später scheiden ließ. Aus dieser Ehe hatte sie eine Tochter: Helen Pitcairn (1803–1896).
Pamela Brulart de Sillery kehrte nach Paris zurück, wo sie 1831 vereinsamt starb. Ein Porträt von ihr hängt im Louvre.
Pamela Brulart ist nicht, wie oft angegeben, die Großmutter der Giftmörderin Marie Lafarge. Dies war Herminie Compton, die oft als weitere uneheliche Tochter des Herzogs von Orléans und Félicité de Genlis angesehen wird, also eine Schwester Pamelas.